# Jüdisches Museum München
Das Jüdische Museum München (hebräisch המוזיאון היהודי במינכן) ist ein jüdisches Museum der bayerischen Landeshauptstadt München und wird durch das Münchner Kulturreferat getragen. Es ist Teil des Jüdischen Zentrums am Münchner Sankt-Jakobs-Platz und wurde am 22. März 2007 eröffnet.

## Geschichte
Erste Überlegungen zur Gründung gab es schon um 1928. Nach dem Holocaust befürwortete der langjährige Vorsitzende der Israelitischen Kultusgemeinde, Hans Lamm, die Gründung eines solchen Museums, konnte dies aber nicht realisieren.
In den 1980er Jahren eröffnete der Galerist Richard Grimm in der Maximilianstraße auf 28 Quadratmetern ein privates Jüdisches Museum.
Nach zehn Jahren nahm die Israelitische Kultusgemeinde die Sammlung auf und stellte Ausstellungsräume im Gemeindezentrum in der Reichenbachstraße 27 zur Verfügung. Dieses „Interimsmuseum“ wurde bis 2001 von Richard Grimm geleitet, dann als städtische Einrichtung in Zusammenarbeit mit dem Münchner Stadtmuseum und dem Stadtarchiv betrieben.
Mit den Plänen der Israelitischen Kultusgemeinde, die neue Hauptsynagoge und das Gemeindezentrum am St.-Jakobs-Platz zu errichten, kam es dann auch zur Planung und Errichtung des Jüdischen Museums der Landeshauptstadt München, das von den Saarbrücker Architekten Wandel, Hoefer und Lorch gestaltet und von der Landeshauptstadt München mit 13,5 Millionen Euro finanziert wurde. Im Museum verbindet ein Treppenaufgang ohne eine Krümmung oder irgendeinen Richtungswechsel drei Geschosse. Diese sogenannte Himmelsleiter – aufgrund des enormen Platzmangels in der mittelalterlichen Stadt früher die bevorzugte Bauweise der meisten alten Münchner Bürgerhäuser – endet in einem Oberlicht, das Tageslicht hereinlässt.
Seit 2008 kann im Museum ein österreichischer Gedenkdienst abgeleistet werden.

## Ausstellung
Die 900 Quadratmeter Ausstellungsfläche sind auf drei Stockwerke verteilt. Im Untergeschoss ist die Dauerausstellung „Stimmen-Orte-Zeiten“ zur jüdischen Geschichte und Gegenwart Münchens untergebracht. In der ersten und zweiten Etage wechseln sich Ausstellungen mit unterschiedlichen Themen ab. Ergänzt wird das Angebot durch einen Studienraum und eine Fachbibliothek. Das Erdgeschoss beherbergt eine jüdische Buchhandlung und eine Cafeteria.
Als Gründungsdirektor berief der Münchner Stadtrat den Kulturwissenschaftler Bernhard Purin, der zuvor das Jüdische Museum Franken in Fürth und Schnaittach geleitet hatte. Im ersten Jahr seines Bestehens zog das Jüdische Museum München 100.000 Besucher an. Purin starb im Februar 2024 unerwartet.